# دریاچه اویسو
دریاچه اویسو (استونیایی: Lake Õisu) یک دریاچه در شهرستان ویلیاندی، استونی است که ۱۹۳٫۴ هکتار وسعت دارد.

## نگارخانه

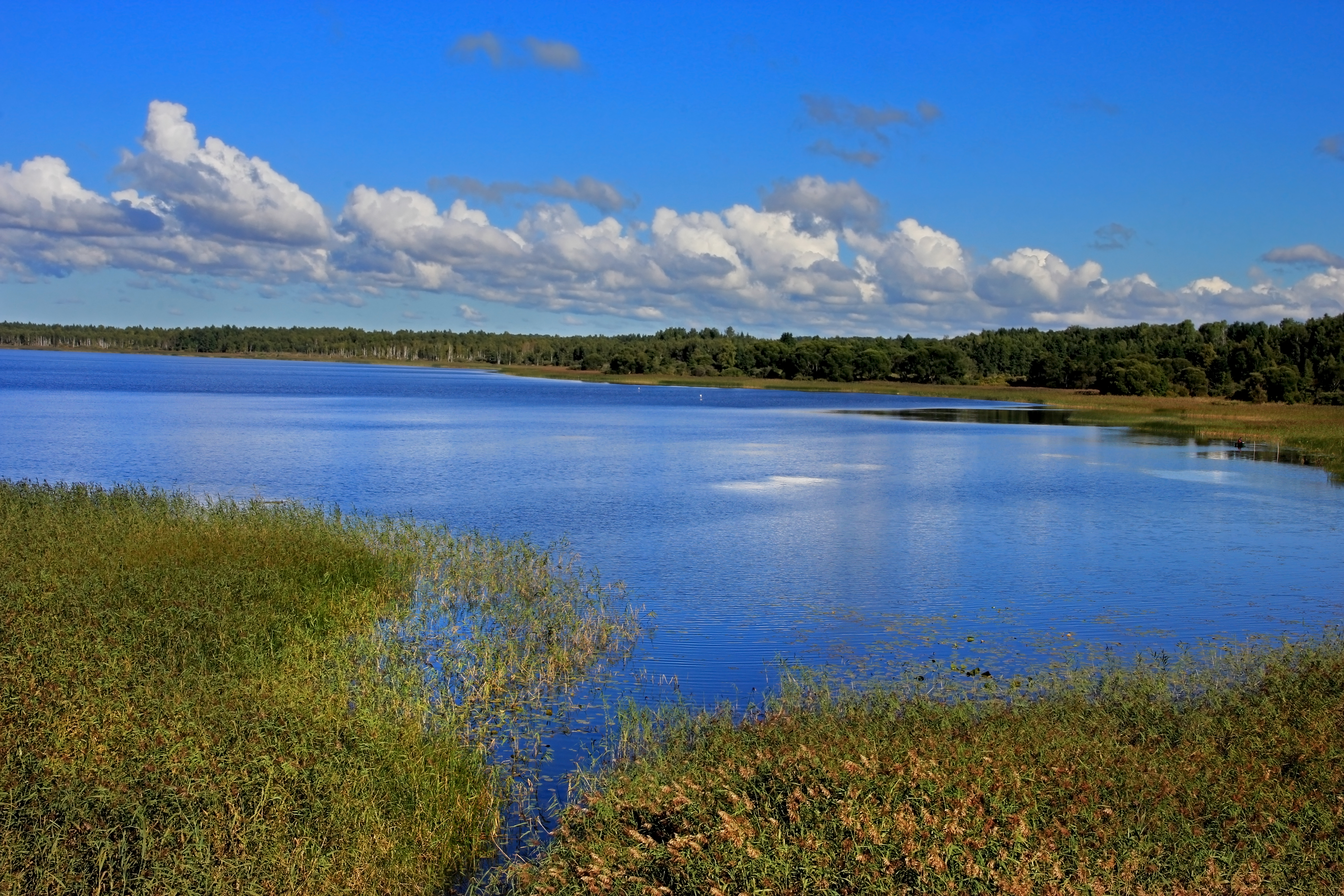
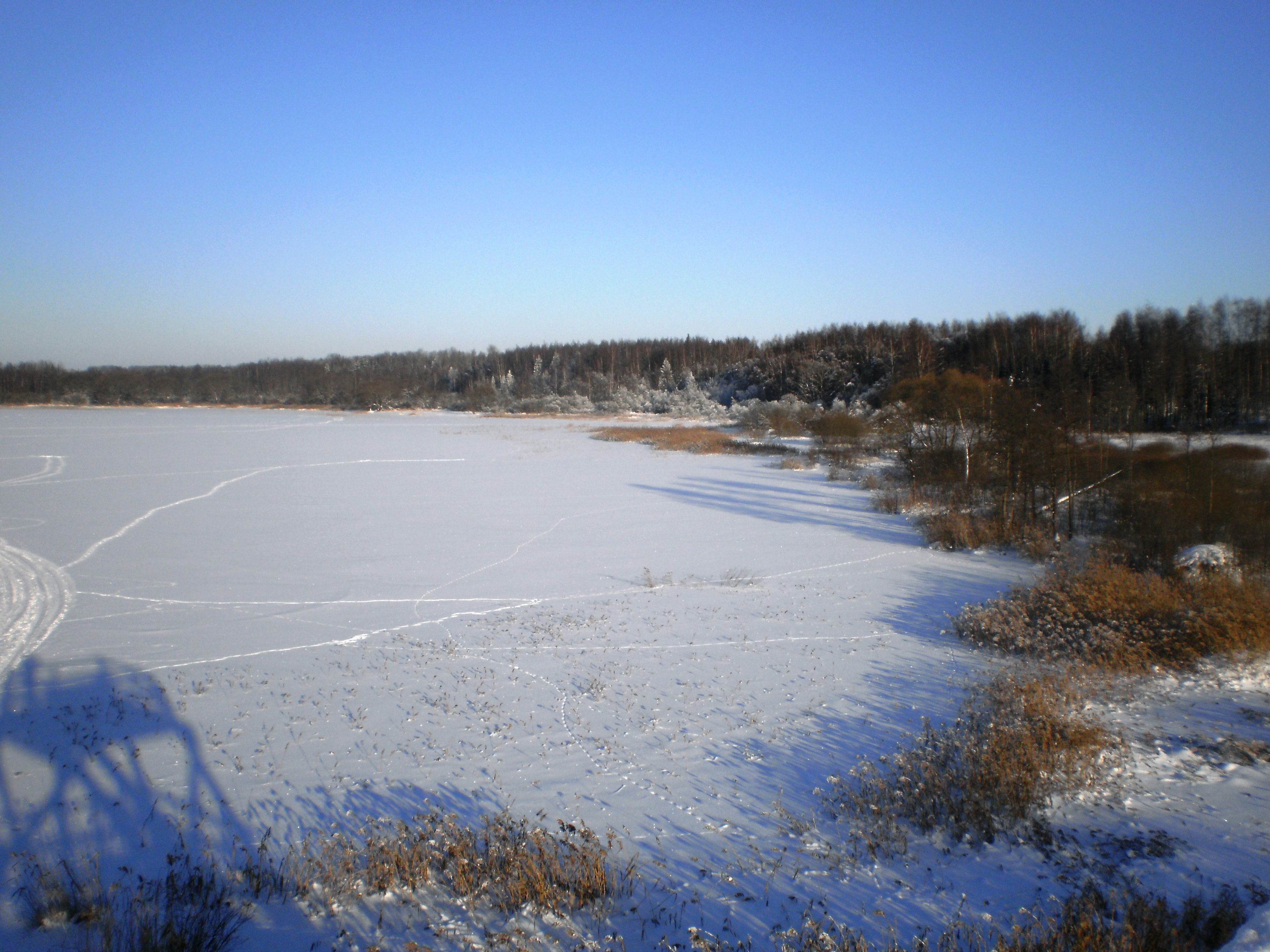